# 14 décembre dans les chemins de fer
14 novembre 14 janvier
Chronologies thématiques
- Croisades
- Sports
- Disney

Cette page concerne les événements qui se sont déroulés un 14 décembre dans les chemins de fer.

## Événements

### XXesiècle
- 1969. France : ouverture au public de la première section de la ligne A du RER d'Île-de-France entre Nation et Boissy-Saint-Léger à la place de l'ancienne ligne de la Bastille.
- 1992. France : Déraillement d'un TGV en gare de Mâcon-Loché

### XXIesiècle
- 2003. France : prolongement de la ligne E du RER d'Île-de-France de Villiers-sur-Marne - Le Plessis-Trévise à Tournan.
- 2019. France : inauguration de la quatrième ligne de tramway de Bordeaux, entre les stations "Mairie du Bouscat" et "Carle Vernet".
- 2019. France : inauguration de la branche Clichy-Montfermeil de la Ligne 4 du tramway d'Île-de-France.
- 2020. France : inauguration et ouverture aux voyageurs du premier tronçon du prolongement nord de la Ligne 14 du métro de Paris, entre Saint-Lazare et Mairie de Saint-Ouen — Région Île-de-France.